# هاري روبرتس (لاعب كريكت)
هاري روبرتس (5 يونيو 1924 في المملكة المتحدة - 3 أكتوبر 1995 في المملكة المتحدة) (بالإنجليزية: Harry Roberts)‏ هو لاعب كريكت بريطاني (وحمل سابقاً جنسية المملكة المتحدة لبريطانيا العظمى وأيرلندا). لعب مع نادي وارويكشاير للكريكيت ‏.

## وصلات خارجية
- هاري روبرتس على موقع إي آس بي آن كريك إنفو (الإنجليزية)